# St. Kitts
St. Kitts (englisch Saint Kitts) ist eine Insel in der Karibik. Sie ist auch noch unter ihrem früheren Namen Saint Christopher bekannt.
St. Kitts bildet zusammen mit der Insel Nevis den Inselstaat St. Kitts und Nevis.

## Geographie
Die Insel liegt rund 2020 km südöstlich von Miami. Die Entfernung zu Sint Eustatius im Nordwesten beträgt 13 km, nach Nevis im Südosten 3 km. Während der letzten Eiszeit lag der Meeresspiegel ca. 60 m niedriger, St. Kitts, Nevis und Sint Eustatius bildeten vermutlich eine zusammenhängende Insel. Im Osten liegt der Inselstaat Antigua und Barbuda.
Die Landfläche beträgt annähernd 169 km² (maximale Ausdehnung 30 × 10 km).
Auf St. Kitts liegen drei Vulkankegel: im Nordwesten der Mount Liamuiga, in der Mitte der Verchild’s Peak und im Südosten die Olivees Mountain. Der höchste Punkt ist mit 1156 m der inaktive Vulkan Mount Liamuiga, vormals Mount Misery. Nach heutigem Kenntnisstand kann ein erneuter Ausbruch dieses Vulkans nicht ausgeschlossen werden; dabei wäre insbesondere die nordwestliche Inselhälfte gefährdet.
Auf St. Kitts befindet sich die Hauptstadt des Inselstaats, Basseterre, die auch dessen Haupthafen ist.

## Bevölkerung
Zum Zeitpunkt der Volkszählung 2022 lebten auf der Insel 38.138 Menschen, die Mehrheit sind Nachfahren von afrikanischen Sklaven. Die Hauptsprache ist Englisch. Die Einwohner von St. Kitts nennen sich selbst Kittians.

## Geschichte

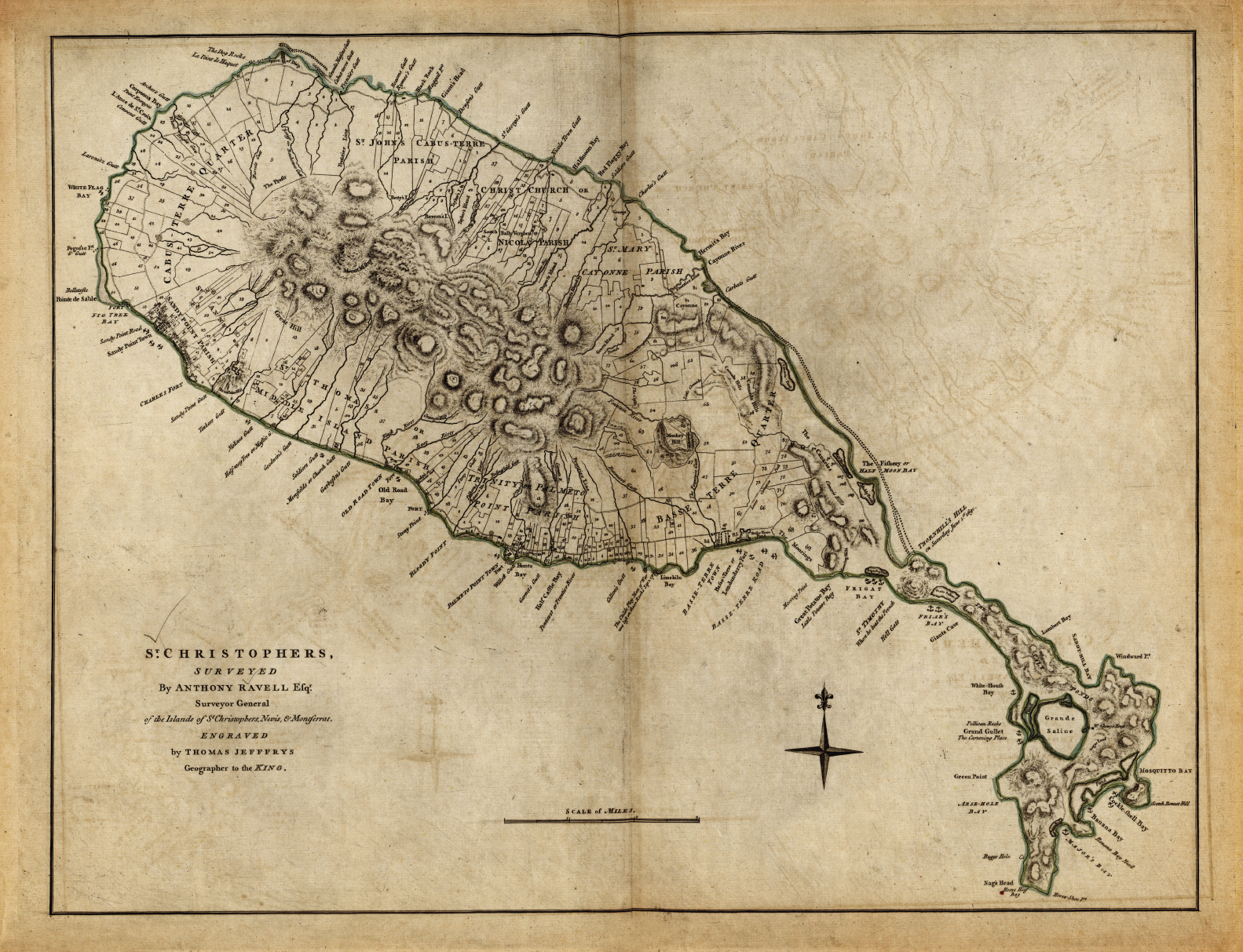
Historische Karte der Insel

Um 1300 besiedelten die Kariben die Insel. Sie erbauten Holzhäuser und betrieben Ackerbau.
Christoph Kolumbus und die Besatzung seines Geschwaders waren die ersten Europäer, welche die Insel erreichten. 1538 gründeten Hugenotten aus Dieppe die erste europäische Siedlung und nannten sie nach ihrer Heimatstadt Dieppe. Diese Siedlung wurde schon nach kurzer Zeit durch die Spanier zerstört. 1623 errichteten die Engländer unter Captain Thomas Warner ihre erste Siedlung. Schiffbrüchige Hugenotten unter dem Ingenieur Jean Le Vasseur aus Dieppe hatten sich auf der Insel niedergelassen, eine Befestigung erbaut, die mit geretteten Bordkanonen ausgestattet war und nach dem Vorbild der karibischen Häuser Behausungen aus Holz errichtet.
Eine französischen Siedlung wurde 1625 unter Pierre Belain d’Esnambuc angelegt. 1626 planten die Kariben angeblich einen Überfall auf die Europäer, um sie von der Insel zu vertreiben. Die Europäer brachten alle Kariben um oder versklavten sie. Der englischen Gouverneur Thomas Warner handelte 1627 einen Vertrag über die Aufteilung von St. Kitts zwischen Franzosen und Engländern aus.
1629 wurde die Insel während des Englisch-Spanischen Krieges von 1625 bis 1630 von einem spanischen Geschwader unter Admiral Fadrique Álvarez de Toledo y Mendoza erobert und geplündert. Die Engländer und Franzosen flüchteten, einige davon nach Tortuga. Andere kehrten 1631 zurück.
Im April 1666 während des Zweiten Englisch-Niederländischen Krieges eroberte die französische Flotte die Insel. Im Juni 1667 misslang ein englischer Versuch der Rückeroberung. Im Frieden von Breda fiel die Insel an die Engländer.
1674 bildete St. Kitts gemeinsam mit Antigua, Nevis und Montserrat eine Konföderation englischer Inselkolonien mit gemeinsamem Abgeordnetenhaus unter dem Gouverneur William Stapleton. Engländer und Franzosen wechselten sich in der Folgezeit in der Herrschaft über St. Kitts ab, doch fiel die Insel im Frieden von Paris 1783 endgültig an Großbritannien.
Nevis wurde 1882 mit St. Kitts und Anguilla zu St. Christopher-Nevis-Anguilla vereinigt.
Das aktive und passive Frauenwahlrecht wurde am 19. September 1951 eingeführt. „Seit den Wahlen zur National Assembly von 1951 galten die Grundsätze des allgemeinen, gleichen, geheimen und direkten Wahlrechts.“ Bei der Unabhängigkeit des Landes 1983 wurde das Frauenwahlrecht bestätigt.
1967 erhielt St. Christopher-Nevis-Anguilla den Status eines abhängigen britischen Gebietes mit voller innerer Autonomie. 1971 wurde Anguilla wieder abgetrennt; 1983 wurde St. Kitts und Nevis unabhängig.

## Wirtschaft und Infrastruktur

### Verkehr

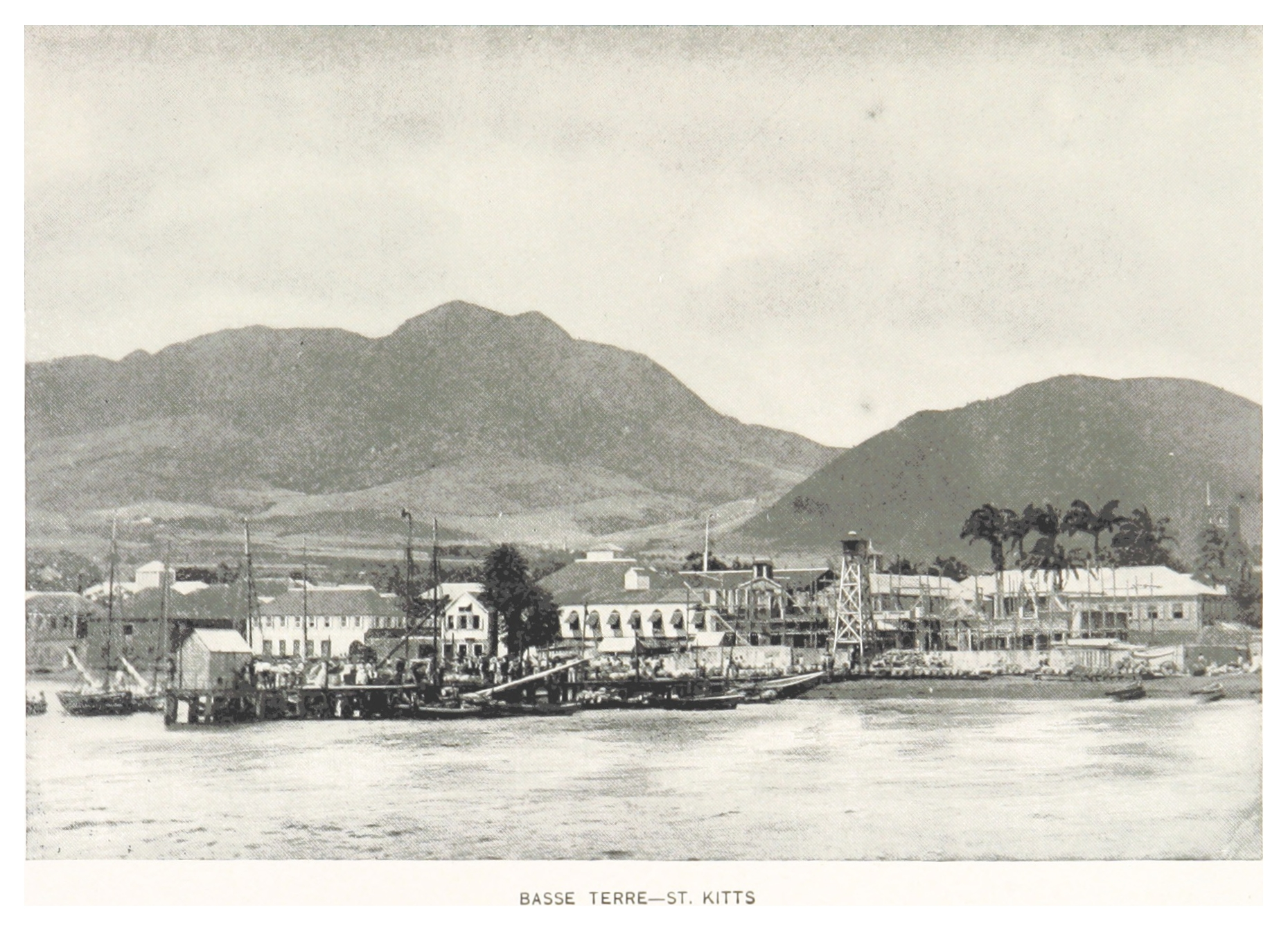
Der Hafen von Basseterre (1893)

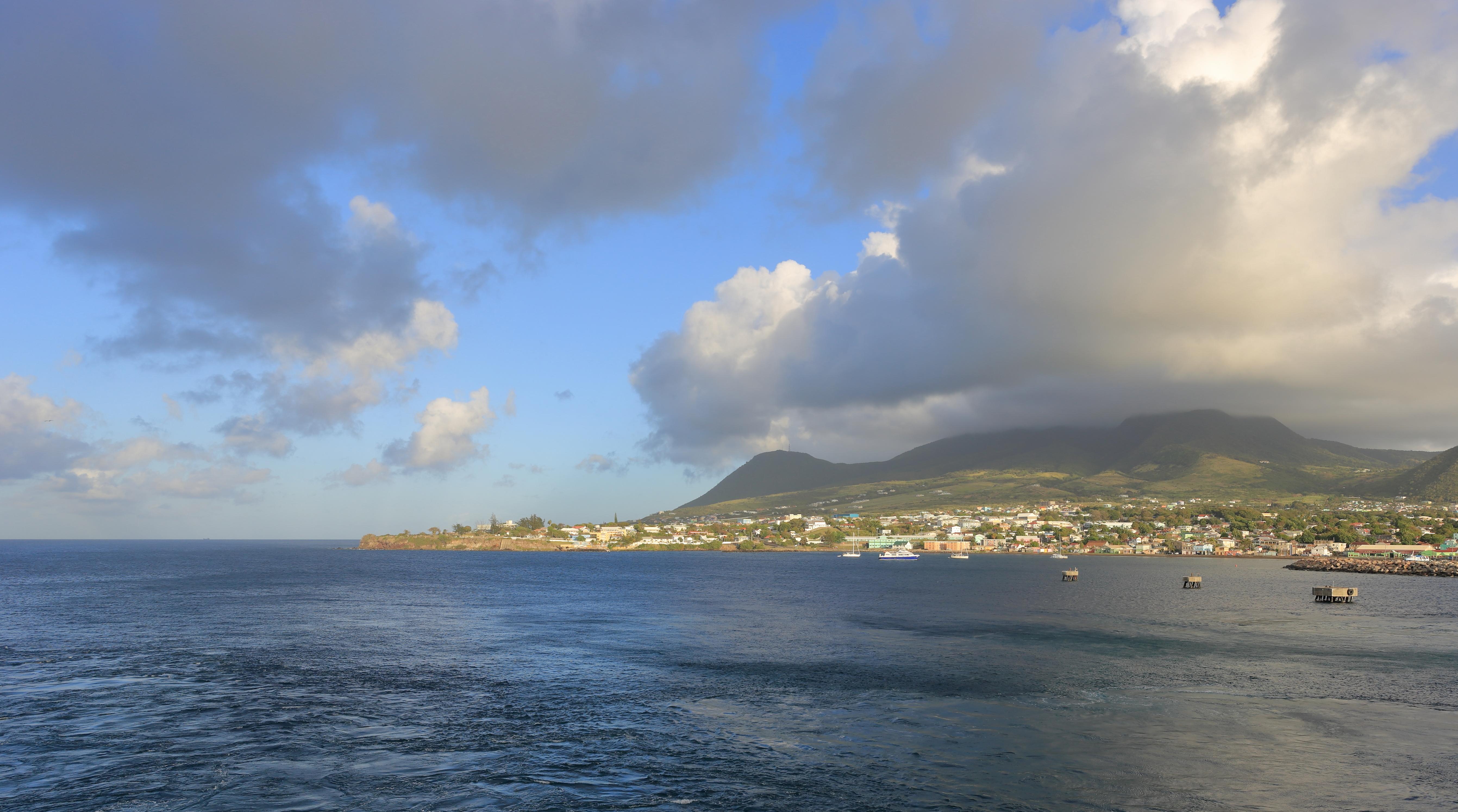
Einfahrt in den Hafen von Basseterre

In Basseterre befindet sich der Robert L. Bradshaw International Airport (ICAO-Code: TKPK), der nach dem Politiker Robert Bradshaw benannt wurde. Angeflogen wird der Flughafen regelmäßig von Fluglinien wie British Airways, American Airlines oder Delta Air Lines. Auch viele Kreuzfahrtschiffe besuchen den Hafen von Basseterre. Die verbliebene östliche Teilstrecke der einst um die gesamte Insel führenden ehemaligen Zuckerrohrbahn wird heute unter der Bezeichnung St. Kitts Scenic Railway als Touristikeisenbahn betrieben.

### Öffentliche Einrichtungen
In der Hauptstadt Basseterre befindet sich der 10.000 Personen fassende Warner Park Sporting Complex. Im März 2007 fand dort der Cricket World Cup 2007 statt.